# Claude Guth
Pour les articles homonymes, voir Guth.
 (septembre 2014).
Si vous disposez d'ouvrages ou d'articles de référence ou si vous connaissez des sites web de qualité traitant du thème abordé ici, merci de compléter l'article en donnant les références utiles à sa vérifiabilité et en les liant à la section « Notes et références ».
Claude Guth, né le 1er mars 1962 en Alsace, est un auteur de bande dessinée français.

## Biographie
Son métier d'origine est rédacteur dans les assurances. Il collabore au journal interne de la société, puis il intègre le service marketing, où il commence à exercer le métier de graphiste. Il fait la connaissance de Roger Seiter, avec qui il travaille sur quatre albums, et de Luc Brunschwig, avec qui il travaille sur Vauriens. C'est par ce dernier qu'il fait la connaissance de Laurent Cagniat. 
Il reste dans les assurances une dizaine d'années avant de travailler comme graphiste dans une agence de publicité. Il y exerce trois ans avant d'être licencié. Il reprend ses études à l'École supérieure des arts décoratifs de Strasbourg, dans l'atelier de Claude Lapointe.
Dans son travail de coloriste, il travaille en couleur directe. Il s'installe dans un studio à Strasbourg. Il vit actuellement[Quand ?] à Molsheim, une petite ville du Bas-Rhin proche de Strasbourg.

## Œuvres
- Après un si long hiver - Alsace 1789 (Objectif bulles)
scénario Roger Seiter ; dessins Johannes Roussel ; couleurs Claude Guth
- Chinaman (Les Humanoïdes Associés ; Dupuis, collection Repérages)
scénario Serge Le Tendre ; dessins TaDuc ; couleurs Claude Guth, Céline Puthier, Nadine Voillat
- L'Esprit de Warren (Delcourt, collection Sang Froid)
scénario Luc Brunschwig ; dessins Stéphane Servain ; couleurs Claude Guth, Delphine Rieu
- La Guerre des Rustauds - Alsace 1525 (La Nuée bleue)
scénario Roger Seiter ; dessins Christophe Carmona ; couleurs Claude Guth
- Lanfeust de Troy (Soleil Productions)
scénario Christophe Arleston ; dessins Didier Tarquin ; couleurs Claude Guth, Yves Lencot
- Lanfeust des Étoiles (Soleil Productions)
scénario Christophe Arleston ; dessins Didier Tarquin ; couleurs Claude Guth
- Pitchi Poï (Delcourt, collection Jeunesse)
scénario et dessins Laurent Cagniat, Claude Guth ; couleurs Claude Guth
- Le Pouvoir des innocents (Delcourt, collection Sang Froid)
scénario Luc Brunschwig ; dessins Laurent Hirn ; couleurs Claude Guth, Laurent Hirn
- Simplicissimus, l'antre du cerbère  (Glénat, collection Indispensable)
scénario Isabelle Mercier ; dessins Frédéric Pillot ; couleurs Claude Guth
- Trolls de Troy (Soleil Productions)
scénario Christophe Arleston ; dessins Jean-Louis Mourier ; couleurs Claude Guth
- Vauriens (Delcourt, collection Terres de Légendes)
scénario Luc Brunschwig ; dessins Laurent Cagniat ; couleurs Fabrys, Claude Guth
- Les Zurichois (La Nuée bleue)
scénario Roger Seiter ; dessins Johannes Roussel ; couleurs Claude Guth